# Bistum Nottingham
Das Bistum Nottingham (lat.: Dioecesis Nottinghamensis) ist eine im Vereinigten Königreich gelegene römisch-katholische Diözese mit Sitz in Nottingham.

## Geschichte
Das Bistum Nottingham wurde am 29. September 1850 durch Papst Pius IX. mit der Apostolischen Konstitution Universalis Ecclesiae – Wiederherstellung der katholischen Hierarchie in England – aus Gebietsabtretungen des Apostolischen Vikariates Central District errichtet und dem Erzbistum Westminster als Suffraganbistum unterstellt. Am 30. Mai 1980 gab das Bistum Nottingham Teile seines Territoriums zur Gründung des Bistums Hallam ab.

## Bischöfe von Nottingham
- Joseph William Hendren OFM, 1851–1853
- Richard Butler Roskell, 1853–1875
- Edward Gilpin Bagshawe CO, 1874–1902
- Robert Brindle, 1901–1915
- Thomas Dunn, 1916–1931
- John Francis McNulty, 1932–1943
- Edward Ellis, 1944–1974
- James Joseph McGuinness, 1974–2000
- Malcolm McMahon OP, 2000–2014
- Patrick McKinney, seit 14. Mai 2015